# Rhyacophila tucula
Rhyacophila tucula är en nattsländeart som beskrevs av Ross 1950. Rhyacophila tucula ingår i släktet Rhyacophila och familjen rovnattsländor. Inga underarter finns listade i Catalogue of Life.